# The Tattooist
The Tattooist este un film de groază din Noua Zeelandă din 2007, regizat de Peter Burger, în care joacă Jason Behr, Nathaniel Lees, Michael Hurst și Robbie Magasiva, printre alții. Filmul este primul dintr-o serie de co-producții oficiale între Noua Zeelandă și Singapore. 

## Sinopsis
Jake Sawyer (Jason Behr) este un tatuator care călătorește prin lume pentru a explora teme etnice în desenele sale. În timp ce vizitează Singapore pentru a face tatuaje la un târg local, el fură un instrument de tatuaj samoan antic. După ce zboară în Noua Zeelandă pentru a-și relua explorările, o întâlnește pe Sina (Mia Blake), o femeie samoană, și descoperă cultura locală samoană. Jake realizează încet că instrumentul său furat a dezlănțuit un spirit malefic răzbunător, care îi urmărește pe toți clienții pe care Jake i-a tatuat de la furtul instrumentului. În timp ce încearcă să învețe pe'a, tradiția samoană a tatuajului, Jake realizează că și Sina este în pericol după ce o tatuează și astfel trebuie să găsească o modalitate de a o salva atât pe ea, cât și pe el însuși. 

## Distribuție
- Jason Behr ca Jake Sawyer
- Timothy Balme ca tatăl lui Jake
- Michael Hurst ca Crash
- David Fane ca Domnul Va'a
- Nathaniel Lees ca domnul Perenese
- Mia Blake ca Sina
- Caroline Cheong ca Victoria
- Robbie Magasiva ca Alipati
- Matthew Ridge ca Graham
- Stuart Devenie ca doctor senior
- Jarred Blakiston ca tânărul Jake Sawyer

## Producție
Fotografia principală a debutat pe 16 septembrie 2006 în Auckland, Noua Zeelandă. 

### Coloana sonoră
Coloana sonoră conține muzică de The Mint Chicks, King Kapisi și Don McGlashan,  printre alții. Partitura este compusă de Peter Scholes. 